# Szymon Dutkiewicz
Szymon Dutkiewicz (ur. 1802 w Czerńcu lub Kraśniku, zm. 9 listopada 1877 w Krakowie) – polski nauczyciel i kolekcjoner.
Uczył się w szkole prowadzonej przez cystersów w Koprzywnicy i liceum św. Anny w Krakowie, gdzie w 1822 r. zdał maturę, a następnie studiował na Uniwersytecie Jagiellońskim. Był prywatnym nauczycielem w domach Tarnowskich i Szembeków, później prowadził internat i zakład naukowy dla chłopców przy ul. Kanoniczej w Krakowie.
Dutkiewicz utrzymywał żywe kontakty z krakowskim środowiskiem naukowym, a zwłaszcza z biskupem Ludwikiem Łętowskim i Wincentym Polem. Zbierał dokumenty i rękopisy. Przy współpracy Jana Wojnarowskiego i Franciszka Piekosińskiego tworzył dokumentację zabytków znajdujących się w krakowskich kościołach; część zebranego materiału wydał w 1872 r. pt. Zbiór pomników i napisowych nagrobków w główniejszych kościołach krakowskich. Na potrzeby wydawnictwa dzieł Długosza Dutkiewicz przepisał z rękopisu Liber beneficiorum dioecesis Cracoviensis, co nadwyrężyło jego zdrowie, doprowadzając kilka lat później do śmierci. Zmarł bezpotomnie, a większość jego spuścizny trafiła do Biblioteki Jagiellońskiej. Został pochowany na cmentarzu Rakowickim (pas 14).
W zbiorach Muzeum Narodowego w Krakowie zachował się portret Dutkiewicza z ok. 1835 roku autorstwa Jana Nepomucena Głowackiego.